# ژرژ فاندنبرخه

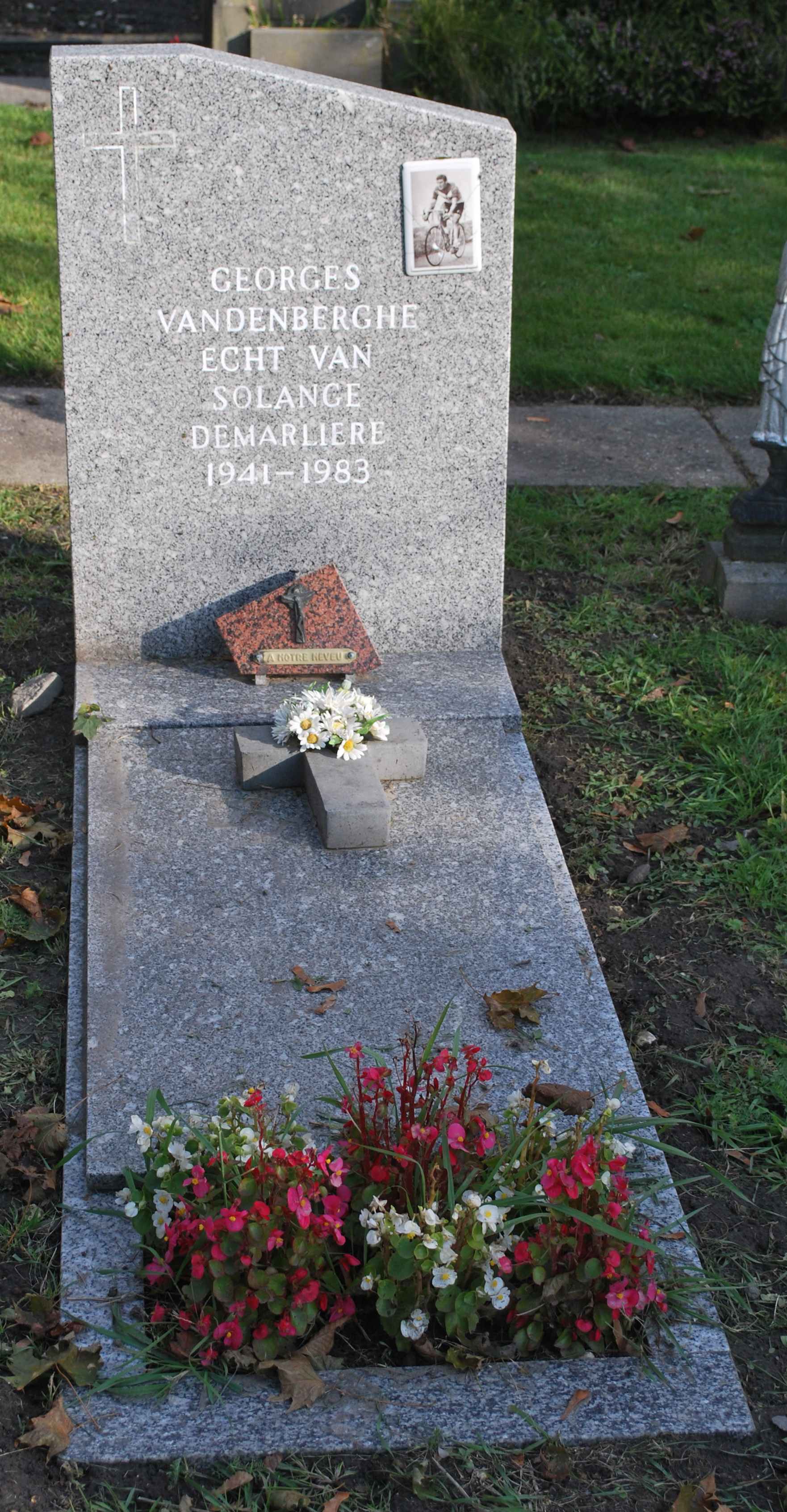
نمایی از سنگ‌مزار ژرژ فاندنبرخه

ژرژ فاندنبرخه (انگلیسی: Georges Vandenberghe; ۲۸ دسامبر ۱۹۴۱ – ۲۳ سپتامبر ۱۹۸۳) دوچرخه‌سوار اهل بلژیک بود.